# خورشیدگرفتگی ۸ ژوئن ۱۹۵۶
خورشیدگرفتگی ۸ ژوئن ۱۹۵۶ (به انگلیسی: Solar eclipse of June 8, 1956) یک خورشیدگرفتگی از نوع خورشیدگرفتگی کامل است. این خورشیدگرفتگی در تاریخ ۸ ژوئن ۱۹۵۶ میلادی (‎۱۸ خرداد ۱۳۳۵ خورشیدی) روی داد که زمان اوج آن، ساعت ۲۱:۲۰:۳۹ به‌وقت ساعت هماهنگ جهانی بوده‌است. مدت زمان و طول این خورشیدگرفتگی ۴ دقیقه و ۴۵ ثانیه بود.